# Ribeira de Cacela
Ribeira do Algarve que nasce na Serra do Caldeirão, nas imediações do Sítio da Ribeira da Gafa, na freguesia de Vila Nova de Cacela, e que desagua na Ria Formosa ligeiramente a nascente da aldeia de Cacela Velha.
Possui várias formações cársicas, tais como algares, uma importante jazida fóssil e um sistema de rega de origem desconhecida que inclui um açude e uma azenha, e levadas em ruínas. Uma das fontes situada na ribeira assegura a manutenção do caudal em parte do seu percurso mesmo nos meses de Verão. Na tradição oral da região existem lendas de mouros e mouras encantadas associadas a esta ribeira.